# 고고스
고고스(The Go-Go's)는 미국의 밴드이다.

## 음반 목록
- 1981: Beauty and the Beat
- 1982: Vacation
- 1984: Talk Show
- 2001: God Bless The Go-Go's